# Chryston
Chryston är en ort i Storbritannien.   Den ligger i kommunen North Lanarkshire och riksdelen Skottland, i den centrala delen av landet, 500 km nordväst om huvudstaden London. Chryston ligger 89 meter över havet och antalet invånare är 2 495.
Terrängen runt Chryston är huvudsakligen platt, men norrut är den kuperad. Runt Chryston är det mycket tätbefolkat, med 1 754 invånare per kvadratkilometer. Närmaste större samhälle är Glasgow, 10,2 km väster om Chryston. Trakten runt Chryston består i huvudsak av gräsmarker.